# Districte de West Champaran
El districte de West Champaran és una divisió administrativa de l'estat de Bihar, a la divisió de Tirhut, Índia. La capital és Bettiah (ciutat). La superfície és de 5229 km² i la població (2001) de 3.043.044 habitants. El riu principal del districte és el Gandak.
Està constituït per tres subdivisions:
- Bettiah
- Bagaha
- Narkatiaganj

Hi ha demarcats també 18 blocs de desenvolupament.
Es va formar l'1 de desembre de 1971 per divisió del districte de Champaran.